# 2019-es Formula–2 francia nagydíj
A 2019-es Formula–2 francia nagydíj egy két futamból álló versenyhétvége volt, amelyet június 22-23. között rendeztek meg a Circuit Paul Ricard versenypályán Le Castelletben. Ez volt az ötödik fordulója a 2019-es FIA Formula–2 szezonnak. A versenyeket a Formula–1 francia nagydíj betétfutamaiként tartották meg. A főversenyt  a holland Nyck de Vries, míg a sprintversenyt a francia Anthoine Hubert nyerte meg.

## Változások a verseny előtt
Jordan King visszatért, miután Artyom Markelov helyettesítette őt, hogy részt tudjon venni az indianapolisi 500 megmérettetésén.

## Eredmények

### Kvalifikáció
| Poz.                  | #  | Versenyző            | Csapat                        | Idő        | Különbség | Rajthely     |
| --------------------- | -- | -------------------- | ----------------------------- | ---------- | --------- | ------------ |
| 1                     | 5  | Sérgio Sette Câmara  | DAMS                          | 1:43.024   | –         | 1            |
| 2                     | 7  | Csou Kuan-jü         | UNI-Virtuosi                  | 1:43.344   | +0.320    | 2            |
| 3                     | 15 | Jack Aitken          | Campos Racing                 | 1:43.401   | +0.377    | 3            |
| 4                     | 4  | Nyck de Vries        | ART Grand Prix                | 1:43.453   | +0.429    | 4            |
| 5                     | 11 | Callum Ilott         | Sauber Junior Team by Charouz | 1:43.565   | +0.541    | 5            |
| 6                     | 6  | Nicholas Latifi      | DAMS                          | 1:43.650   | +0.626    | 6            |
| 7                     | 2  | Macusita Nobuharu    | Carlin                        | 1:43.763   | +0.739    | 7            |
| 8                     | 9  | Mick Schumacher      | Prema Racing                  | 1:43.768   | +0.744    | 8            |
| 9                     | 10 | Dorian Boccolacci    | Campos Racing                 | 1:43.812   | +0.788    | 9            |
| 10                    | 10 | Sean Gelael          | Prema Racing                  | 1:43.895   | +0.871    | 10           |
| 11                    | 8  | Luca Ghiotto         | UNI-Virtuosi                  | 1:43.983   | +0.959    | 14[1]        |
| 12                    | 1  | Louis Delétraz       | Carlin                        | 1:44.025   | +1.001    | 11           |
| 13                    | 12 | Juan Manuel Correa   | Sauber Junior Team by Charouz | 1:44.120   | +1.096    | 12           |
| 14                    | 21 | Ralph Boschung       | Trident                       | 1:44.371   | +1.347    | 13           |
| 15                    | 19 | Anthoine Hubert      | BWT Arden                     | 1:44.612   | +1.588    | 15           |
| 16                    | 16 | Jordan King          | MP Motorsport                 | 1:44.882   | +1.858    | 16           |
| 17                    | 18 | Tatiana Calderón     | BWT Arden                     | 1:47.006   | +3.982    | 17           |
| 18                    | 17 | Mahaveer Raghunathan | MP Motorsport                 | 1:48.374   | +5.350    | 18[2]        |
| 107%-os idő: 1:50.235 |    |                      |                               |            |           |              |
| —                     | 20 | Giuliano Alesi       | Trident                       | idő nélkül | –         | bokszutca[3] |
| —                     | 3  | Nyikita Mazepin      | ART Grand Prix                | idő nélkül | –         | 19           |
| Forrás:               |    |                      |                               |            |           |              |

Megjegyzések:
- ↑ 1:  – Luca Ghiotto három rajthelyes büntetést kapott, miután az előző nagydíjon balesetet okozott.
- ↑ 2:  – Mahaveer Raghunathan három rajthelyes büntetést kapott az előző nagydíjon történt pályalevágás utáni jogosulatlan előnyzerzése miatt.
- ↑ 3:  – Giuliano Alesinek a bokszutcából kellett rajtolnia, mert az időmérőn ütközött Louis Delétrazzal.

### Főverseny
| Poz.                                                                 | #  | Versenyző            | Csapat                        | Körök | Idő/Kiesés       | Rajthely  | Pont |
| -------------------------------------------------------------------- | -- | -------------------- | ----------------------------- | ----- | ---------------- | --------- | ---- |
| 1                                                                    | 4  | Nyck de Vries        | ART Grand Prix                | 30    | 1:15:35.425      | 4         | 25+2 |
| 2                                                                    | 5  | Sérgio Sette Câmara  | DAMS                          | 30    | +8.388           | 1         | 18+4 |
| 3                                                                    | 15 | Jack Aitken          | Campos Racing                 | 30    | +9.775           | 3         | 15   |
| 4                                                                    | 7  | Csou Kuan-jü         | UNI-Virtuosi                  | 30    | +20.153          | 2         | 12   |
| 5                                                                    | 6  | Nicholas Latifi      | DAMS                          | 30    | +22.599          | 6         | 10   |
| 6                                                                    | 16 | Jordan King          | MP Motorsport                 | 30    | +24.131          | 16        | 8    |
| 7                                                                    | 12 | Juan Manuel Correa   | Sauber Junior Team by Charouz | 30    | +28.668          | 12        | 6    |
| 8                                                                    | 19 | Anthoine Hubert      | BWT Arden                     | 30    | +29.959          | 15        | 4    |
| 9                                                                    | 2  | Macusita Nobuharu    | Carlin                        | 30    | +32.820          | 7         | 2    |
| 10                                                                   | 20 | Giuliano Alesi       | Trident                       | 30    | +39.757          | bokszutca | 1    |
| 11                                                                   | 18 | Tatiana Calderón     | BWT Arden                     | 30    | +1:09.371        | 17        |      |
| 12                                                                   | 17 | Mahaveer Raghunathan | MP Motorsport                 | 29    | +1 kör           | 18        |      |
| ki                                                                   | 8  | Luca Ghiotto         | UNI-Virtuosi                  | 24    | baleset          | 14        |      |
| hn                                                                   | 1  | Louis Delétraz       | Carlin                        | 22    | +8 kör           | 11        |      |
| ki                                                                   | 11 | Callum Ilott         | Sauber Junior Team by Charouz | 13    | kicsúszás        | 5         |      |
| ki                                                                   | 14 | Dorian Boccolacci    | Campos Racing                 | 1     | elektronika      | 9         |      |
| ki                                                                   | 9  | Mick Schumacher      | Prema Racing                  | 0     | baleseti sérülés | 8         |      |
| ki                                                                   | 10 | Sean Gelael          | Prema Racing                  | 0     | baleset          | 10        |      |
| ki                                                                   | 21 | Ralph Boschung       | Trident                       | 0     | baleset          | 13        |      |
| ki                                                                   | 3  | Nyikita Mazepin      | ART Grand Prix                | 0     | baleset          | 19        |      |
| Leggyorsabb kör: Nyck de Vries (ART Grand Prix) — 1:44.584 (30. kör) |    |                      |                               |       |                  |           |      |
| Forrás:                                                              |    |                      |                               |       |                  |           |      |

### Sprintverseny
| Poz.                                                             | #  | Versenyző            | Csapat                        | Körök | Idő/Kiesés | Rajthely     | Pont |
| ---------------------------------------------------------------- | -- | -------------------- | ----------------------------- | ----- | ---------- | ------------ | ---- |
| 1                                                                | 19 | Anthoine Hubert      | BWT Arden                     | 21    | 37:19.524  | 1            | 15   |
| 2                                                                | 12 | Juan Manuel Correa   | Sauber Junior Team by Charouz | 21    | +2.202     | 2            | 12   |
| 3                                                                | 7  | Csou Kuan-jü         | UNI-Virtuosi                  | 21    | +4.220     | 5            | 10   |
| 4                                                                | 15 | Jack Aitken          | Campos Racing                 | 21    | +6.131     | 6            | 8    |
| 5                                                                | 5  | Sérgio Sette Câmara  | DAMS                          | 21    | +7.788     | 7            | 6    |
| 6                                                                | 6  | Nicholas Latifi      | DAMS                          | 21    | +10.795    | 4            | 4    |
| 7                                                                | 1  | Louis Delétraz       | Carlin                        | 21    | +13.122    | 14           | 2    |
| 8                                                                | 11 | Callum Ilott         | Sauber Junior Team by Charouz | 21    | +15.407    | 15           | 1    |
| 9                                                                | 2  | Macusita Nobuharu    | Carlin                        | 21    | +16.200    | 9            | 2    |
| 10                                                               | 4  | Nyck de Vries        | ART Grand Prix                | 21    | +17.688    | 8            |      |
| 11                                                               | 16 | Jordan King          | MP Motorsport                 | 21    | +21.094    | 3            |      |
| 12                                                               | 8  | Luca Ghiotto         | UNI-Virtuosi                  | 21    | +26.254    | 13           |      |
| 13                                                               | 14 | Dorian Boccolacci    | Campos Racing                 | 21    | +27.068    | 16           |      |
| 14                                                               | 20 | Giuliano Alesi       | Trident                       | 21    | +31.977    | 10           |      |
| 15                                                               | 21 | Ralph Boschung       | Trident                       | 21    | +33.601    | 18           |      |
| 16[2]                                                            | 3  | Nyikita Mazepin      | ART Grand Prix                | 21    | +33.853    | 19           |      |
| 17                                                               | 10 | Sean Gelael          | Prema Racing                  | 21    | +34.431    | bokszutca[1] |      |
| 18                                                               | 17 | Mahaveer Raghunathan | MP Motorsport                 | 21    | +1:13.453  | 12           |      |
| 19[3]                                                            | 18 | Tatiana Calderón     | BWT Arden                     | 18    | kicsúszás  | 11           |      |
| ki                                                               | 9  | Mick Schumacher      | Prema Racing                  | 14    | erőforrás  | 17           |      |
| Leggyorsabb kör: Macusita Nobuharu (Carlin) — 1:44.702 (18. kör) |    |                      |                               |       |            |              |      |
| Forrás:                                                          |    |                      |                               |       |            |              |      |

Megjegyzések:
- ↑ 1:  – Sean Gelaelnek a bokszutcából kellett indulnia a Mick Schumacherrel történt ütközése miatt.
- ↑ 2:  – Nyikita Mazepin eredetileg a 14. helyen ért célba, de utólag kapott egy 5 másodperces időbüntetést pályaelhagyás utáni jogosulatlan előnyszerzés miatt.
- ↑ 3:  – Tatiana Calderón nem ért célba, de helyezését értékelték, mert teljesítette a versenytáv több, mint 90%-át.

## A bajnokság állása a verseny után
| H  | Versenyzők          | Pont | H  | Konstruktőrök  | Pont |
| -- | ------------------- | ---- | -- | -------------- | ---- |
| 1. | Nyck de Vries       | 121  | 1. | DAMS           | 189  |
| 2. | Nicholas Latifi     | 109  | 2. | UNI-Virtuosi   | 143  |
| 3. | Jack Aitken         | 85   | 3. | ART Grand Prix | 127  |
| 4. | Sérgio Sette Câmara | 80   | 4. | Campos Racing  | 115  |
| 5. | Csou Kuan-jü        | 76   | 5. | Carlin         | 66   |